# Juro Jánošík (opera)
Juro Jánošík je první opera slovenského skladatele Jána Cikkera na libreto Štefana Hozy z počátku padesátých let 20. století. Premiéru měla 10. listopadu 1954 v Slovenském národním divadle.

## Vznik díla
Cikker začal psát operu v prosinci roku 1950; za rok a půl měl hotovou úplnou skicu, kterou pak do roku 1953 instrumentoval. Premiéru měla následujícího roku v opeře Slovenského národního divadla a byla to - po Suchoňově Krútňavě (1949) - druhá úspěšná původní slovenská opera. Pod vlivem dojmu ze scénické podoby díla Cikker již v prosinci 1954 operu zčásti přepracoval, především 1. a 2. obraz, změnil pořadí některých scén a přikomponoval několik sólistických monologů. Tato definitivní přepracovaná verze byla poprvé uvedena 5. května 1956; tehdy měl Juro Jánošík za sebou již více než 50 repríz.
Libretistou Jury Jánošíka je, stejně jako u Krútňavy, Štefan Hoza, který v tomto případě při tvorbě libreta vycházel z věrohodných nebo alespoň pravděpodobných historických pramenů o nejslavnějším slovenském zbojníkovi Juraji Jánošíkovi a Tomáši Uhorčíkovi. Vycházel též z lidových tradic zachytávajících obraz tehdejšího života. Libreto je tedy původní, a nejde tedy o zpracování jako v případě Krútňavy napsané na motivy novely Milo Urbana. Podobně jako Krútňava se i Juro Jánošík člení na šest obrazů (první a poslední dva jsou spojeny rozsáhlými symfonickými mezihrami), jež sledují období od Jánošíkova útěku z poddanství ke skupině zbojníků až po jeho popravu roku 1713. Z toho vychází i děj opery. Sbor má v opeře reálnou úlohu lidu (poddaných, šlechticů atd.), otevírá operu (Nie to mizernejšie stvorenie, jak nevoľný sedliak) a stejně tak ji uzavírá, když opakuje Jánošíkova slova v závěrečné „modlitbě“ za svobodu (Zasvitne deň). Jistou slabinou libreta je přílišné exponování postav Milky a Zuzy, jakož i jen volné řazení scén; jen 4. a 6. obraz jsou účinně dramaticky propracované. Nejzdařilejší části libreta vycházejí ze slovenské lidové slovesnosti
Stejně jako u Krútňavy i libreto Jury Jánošíka dává velký prostor tanečním scénám, které neodmyslitelně patří k vykreslení zbojnického života, ale i obrazu života šlechty. Tak 2., 3. i 4. akt končí lidovým tancem, v 2. a 4. obraze společně se zpěvem sboru; jako kontrast se objevují dva tance v italském stylu 18. století, charakterizující uherskou šlechtu. Tanec však je příznačný pro tuto operu jako celek: její hudba je postavena spíše tanečně než deklamačně, taneční ostináta jsou bohatě využívána k sjednocení scén, tanec charakterizuje Jánošíka i jeho „horní chlapce“ a ostatní lidové postavy.
Cikker napsal operu v duchu tehdy panujícího folklorismu, lidové písně přebírá i parafrázuje, zejména co do rytmiky a slovní dikce. Imitace lidové hudby je nejzřetelněji svázána s postavou Gajdošíka – hudce zbojnické skupiny. Cikker ke stylizaci lidové hudby dospěl zejména vlastním studiem valašsko-pastýřských slovenských písní a lidové instrumentální hudby („hudecké muziky“). I proto dobová estetika (Lubomír Dorůžka) oceňovala „realistickou metodu zobrazování a plnokrevnou národnost [Cikkerova] hudebního jazyka“. Jinak zde Cikker vychází stylově z impresionismu, expresionismu a z české moderní klasiky (Vítězslav Novák, Josef Suk).
Juro Jánošík je strukturou v podstatě tradiční číslová opera; skladatel využívá recitativy, arióza (z nichž nejrozlehlejší je Jánošíkovo závěrečné slovo před soudem, které lze označit za árii), ansámbly, kromě toho se vyskytují příznačné motivy: motiv Jánošíkova jména, fanfárový motiv vzdoru, motiv touhy po svobodě, motiv zlé předtuchy aj. Cikker, do té doby především symfonický skladatel, však založil operu velmi symfonicky; orchestr je silně obsazen a dynamicky využíván, často je rozdělen na část založenou na tématech a vyjadřující dramatický děj a část vytvářející harmonické pozadí náladu. Zpěvní hlasy jsou vedeny téměř instrumentálně jako součást orchestru a ve svém výsledku často nezpěvné, což platí o sólistických i sborových partiích.
Cikker sám o svém díle napsal: „Opera Juro Jánošík je výsledkem dlouholeté touhy zkonkretizovat chlapecké představy o tomto legendárním ochránci chudých. I já jsem hledal jeho poklady v Kremnických horách a v Harmaneckých jeskyních. V době studia na pražské konzervatoři jsem si napsal i libreto. Chválabohu, jen libreto! Potom, jak roky běžely, chlapecké romantické představy začínaly dostávat vážnější charakter. Časem se mi Jánošík stal zosobněním mého názoru na sociální spravedlnost, pravdu a svobodu. Přitom jsem nabyl přesvědčení, že poklad, který zanechal, není zakopaný pod starými jedlemi v zemi, ale v mravní síle, kterou zosobnil a nám zanechal.“
Opera byla úspěšná, pronikla i do zahraničí (Ljubljana 1963). V českých zemích ji diváci měli možnost vidět nejprve v Praze v Národním divadle na čtyřech představeních od 22. června 1955 při příležitosti zájezdu Slovenského národního divadla, přepracovanou verzi pak opět při zájezdu SND ve Smetanově divadle 22. října 1959 Samostatně ji nastudovala divadla v Plzni (1970), Brně (1978) a Liberci (1984). Na Slovensku připravilo Slovenské národní divadlo nové inscenace v letech 1961 a 1971, v Košicích byla nastudována roku 1977 a v Banské Bystrici v letech 1968, 1984 a v dosud poslední inscenaci roku 2016 (s tou Státní opera Banská Bystrica roku 2017 hostovala i ve Státní opeře Praha). Operu rovněž v německém překladu Roberta Brocka vysílal hamburský rozhlas (Rundfunk Hamburg). Roku 1987 natočil operu jakožto televizní film režisér Jozef Zachar pro Československou televizi.

## Osoby a první obsazení
| osoba                                                 | hlasový obor  | světová premiéra (10.11.1954)              | česká premiéra (4.4.1970) |
| ----------------------------------------------------- | ------------- | ------------------------------------------ | ------------------------- |
| Juro Jánošík                                          | tenor         | Štefan Hoza / Gustáv Papp / Oldřich Spisar | Zdeněk Jankovský          |
| Jánošíkův otec                                        | bas           | František Zvarík / Václav Nouzovský        | Karel Petr                |
| Mikuš, Jánošíkův kmotr                                | basbaryton    | Imrich Gál                                 | Oldřich Wieser            |
| Milka, jeho dcera                                     | soprán        | Zita Frešová-Hudcová / Štefánia Hulmanová  | Marta Cihelníková         |
| Skala, podruh                                         | baryton       | Juraj Martvoň                              | Josef Beneš               |
| Tomáš Uhorčík, zbojník                                | baryton       | Bohuš Hanák / Ladislav Černý               | Vilém Míšek               |
| Ilčík, zbojník                                        | tenor         | Alexander Baránek                          | …                         |
| Hrajnoha, zbojník                                     | bas           | Juraj Wiedermann                           | Jaroslav Kantor           |
| Gajdošík, zbojník                                     | tenor buffo   | Janko Blaho                                | Radmil Kvirenc            |
| Surovec, zbojník                                      | bas           | Anton Ludvig                               | …                         |
| První dráb                                            | tenor         | Ladislav Vojtko                            | …                         |
| Druhý dráb                                            | bas           | Zdenko Hrůza                               | …                         |
| Tibor Radvanský, zeman                                | basbaryton    | Franjo Hvastija                            | Oldřich Černoch           |
| Jakub Löwenburg, zeman                                | basbaryton    | Emil Schütz                                | Josef Beneš               |
| Anna Löwenburgová, jeho manželka                      | …             | Viera Jínová                               | …                         |
| Elena Palugayová, zemanka                             | mezzosoprán   | Dita Gabajová / Nina Hazuchová             | Věra Vlčková              |
| Jozef Jakoffy, zeman                                  | bas buffo     | Zdenko Hrůza                               | Antonín Pflégr            |
| Pavol Révay, zeman                                    | tenor         | Štefan Gabriš                              | …                         |
| Vojtech Cérovský, zeman                               | tenor         | František Hájek                            | …                         |
| Karolína, Löwenburgova dcera                          | taneční role  | Jitka Mňačková / Alica Illyová-Kráčalíková | Olga Kostomlatská         |
| Gabriel Duendély, její snoubenec                      | taneční role  | Jozef Zajko / Vladimír Marek               | Jiří Hoščálek             |
| Piccolini, taneční mistr                              | taneční role  | Vladimír Šourek / Hubert Slezák            | Zdeněk Sudek              |
| Ján Záhora, krčmář                                    | bas           | Václav Nouzovský                           | Václav Florian            |
| Mara, jeho žena                                       | alt           | Janka Gabčová / Oľga Hanáková              | Anna Stodolová            |
| Zuza, jejich dcera                                    | soprán        | Margita Česányiová / Mária Kišonová-Hubová | Libuše Bláhová            |
| Lehotský, velitel pandurů                             | bas buffo     | Ferdinand Krčmář                           | Karel Harvánek            |
| První student                                         | soprán        | Anna Hornungová                            | Libuše Hošťálková         |
| Druhý student                                         | mezzosoprán   | Tatjana Masariková                         | Libuše Neubarthová        |
| Třetí student                                         | alt           | Marta Meierová                             | –                         |
| Čtvrtý student                                        | tenor         | Štefan Gabriš                              | Alfréd Hampel             |
| Ladislav Okoličányi, předseda soudu (podžupan)        | bas           | Ján Hadraba / Juraj Martvoň                | Karel Petr                |
| Alexander Čemický, státní žalobce                     | tenor         | Karol Sekera                               | Jiří Novotný              |
| Boldižár Palugay, Jánošíkův obhájce                   | bas           | Ladislav Černý / Stanislav Beňačka         | Karel Křemenák            |
| Kněz                                                  | bas           | Ivan Finko / Otomar Mergentál              | Oldřich Wieser            |
| Kočí, rychtáři, drábi, soudcové, lid, kati, tanečníci |               |                                            |                           |
| Dirigent:                                             | Dirigent:     | Tibor Frešo                                | Karel Vašata              |
| Režie:                                                | Režie:        | Miloš Wasserbauer                          | Bohumil Zoul              |
| Choreografie:                                         | Choreografie: | Stanislav Remar, Oľga Chodáková            | Gustav Voborník           |
| Scéna:                                                | Scéna:        | Ladislav Vychodil, Ján Hanák               | Vladimír Heller           |
| Kostýmy:                                              | Kostýmy:      | Ludmila Purkyňová, Irena Tonkovičová       | …                         |

## Děj opery
Děj opery se odehrává na Liptově v letech 1711-1713.

### 1. obraz
Rolníci si stěžují na trpký život (sbor Nie to mizernejšie stvorenie). Je neděle, ale drábi je ženou na pole, aby chránili panské obilí před bouřkou; odvlékají i starého a vysíleného Jánošíkova otce. Z vojny se vrací Jánošík a setkává se se svou nevěstou Milkou. Velitel zbojníků Tomáš Uhorčík (kterého předtím Jánošík osvobodil z bytčanské věznice) zpravuje Jánošíka, že jeho otec je týrán. Vzápětí přinášejí plačící ženy zbitého Jánošíkova otce a ten umírá (otcova modlitba Bože môj, otče môj). Juro Jánošík chce pomstít svého otce i ostatní, přijme tedy Uhorčíkovu nabídku a přidává se k "horním chlapcům".

### 2. obraz
Zbojníci si volí nového hejtmana. (Gajdošík a zbojníci: Ani som neplakal). Přichází Milka se stížností na panstvo, které vybírá zvláštní daň na zásnuby dcery pana Jana z Lövenburgu na Tepličce (následuje milostná scéna Jánošíka a Milky Milka moja, odpusť... Jurko môj, sbohom). Jánošík si poradí s Gajdošíkem, který se mu vysmíval (Gajdošíkova posměšná píseň O tebe čuli sme), a je všemi hlasy zvolen za velitele (píseň zbojníků Už si ty, Janíčko, už si ty náš). Zbojníci přepadnou výpravu snoubence Radvanského, svléknou šlechtice z jejich oděvů a vydávají se v nich na zásnuby sami (zbojnický tanec Hej, keď ma šikovali).

### 3. obraz
Zásnubní slavnost s tancem na zámku v Tepličce. Zábavu překazí nejdříve Jánošíkův list, kterým oznamuje svůj příchod, a hned poté i přepadení zbojníky samotnými. Zbojníci vracejí lidem vybrané peníze a donutí pány k tanci podle své vlastní muziky - divokého valašského tance cikánské kapely.

### 4. obraz
V krčmě na Polhoře, kde sedí i Gajdošík (píseň Ani som neplakal), obsluhuje krčmářova dcera Zuza, Jánošíkova milá. Veliteli drábů Lehotskému se ji podaří přesvědčit, že jí je Jánošík nevěrný s Milkou; ke zradě přemluví i Gajdošíka, který je sám do Zuzky zamilován a na Jánošíka žárlí (scéna Mala som ja frajera). Jánošík vstoupí do krčmy a nejprve se veselí se studenty a ostatními hosty (studentská píseň Ach má milá, nebuď taká a pijácká Na bystrickej veži... Hej, pijú chlapci, pijú), záhy je ale zrazen a obklopen dráby. Při pokusu o útěk mu krčmářka Mara podsype nohy hrachem. Jánošík je zajat a odváděn, Tomáš Uhorčík je těžce zraněn a umírá.

### 5. obraz
Nad Jánošíkem se koná soud, žalobce pro něj žádá smrt. Obhájce se snaží Jánošíka zachránit, ten však odmítá panskou spravedlnost a předpovídá pánům konečnou porážku a vítězství lidu (zpěv Zasvitne den). Rozsudek soudu nemůže dopadnout jinak než odsouzením k trestu smrti.

### 6. obraz
Rychtář a lid jsou shromážděni na popravišti a hořekují nad Jánošíkovým osudem (Ubohý Jánošík... Duše opustené), litují nyní i krčmář Záhora a Zuza. Jánošík stoupá na popraviště s písní a tancem (píseň Keby ja bol o tom vedel), kněze odmítne a svou odvahou povzbudí i lid k víře v lepší zítřek.

## Instrumentace
Tři flétny, tři hoboje, čtyři klarinety, tři fagoty; čtyři lesní rohy, tři trubky, tři pozouny, tuba; tympány, bicí souprava; dvě harfy; celesta; xylofon; zvony; smyčcové nástroje (housle, violy, violoncella, kontrabasy).

## Nahrávka
Existují dvě dosud nevydané nahrávky bratislavského rozhlasu:
- 1954 (záznam z prvního nastudování). Zpívají (Juro Jánošík) Gustáv Papp, (Uhorčík) Bohuš Hanák, (Hrajnoha) Juraj Wiedermann, (Gajdošík) Janko Blaho, (Zuza) Margita Česányová, (Milka) Štefánia Hulmanová, (Ilčík) Alexander Baránek, (Mara) Janka Gabčová, (Záhora) Václav Nouzovský, (Révay) František Hájek, (Mikuš) Imrich Gál, (Jánošíkův otec) František Zvarík, (Palugyaiová) Dita Gabajová, (Čemický) Karol Sekera, (Palugyai) Ladislav Černý, (Radvanský) Franjo Hvasija, (Lövenburg) Emil Schütz, (Skala) Juraj Martvoň, (Okoličanyi) Jan Hadraba, (Lehotský) Ferdinand Krčmář,	(Trnavský student) Anna Hornungová-Martvoňová, (Trnavská studentka) Tatjana Masariková, (Trnavská studentka) Marta Meierová, (Trnavský student) Štefan Gabriš, (Jakoffy) Zdenko Hrůza, (Carovský) Ladislav Nezhyba, (Dráb) Ladislav Vojtko. Sbor a orchestr Slovenského národního divadla v Bratislavě řídí Tibor Frešo[23]
- 1973 (kráceno). Zpívají (Juro Jánošík) Gustáv Papp, (Uhorčík) Juraj Hrubant, (Hrajnoha) Juraj Martvoň, (Gajdošík) Arnold Judt, (Zuza) Elena Kittnárová, (Milka) Anna Kalabová-Peňašková, (Mara) Jaroslava Sedlářová, (Záhora) Ladislav Nezhyba, (Mikuš) Stanislav Beňačka, (Jánošíkův otec) Ondrej Malachovský, (Palugyaiová) Růžena Štúrová, (Čemický) Alexander Baránek, (Radvanský) Štefan Hudec, (Lövenburg) Juraj Widermann, (Piccolini) Anton Mrvečka, (Skala) Juraj Oniščenko, (Lehotský) Štefan Janči, (Studentka) Jarmila Smyčková, (Studentka) Nina Hazuchová, (Studentka) Sidónia Haljaková, (Student) Peter Dvorský, (Jakuffy) Václav Nouzovský, (Kněz) Zdenko Hrůza, (Surovec) Ludwig Anton. Slovenský filharmonický sbor a Symfonický orchestr Československého rozhlasu v Bratislavě řídí Tibor Frešo[24]